# تشريستتشورتش (كامبريدجشير)
تشريستتشورتش (بالإنجليزية: Christchurch, Cambridgeshire)‏ هي قرية وأبرشية مدنية تقع في المملكة المتحدة في إنجلترا. يقدر عدد سكانها بـ 2 نسمة .